# Tuikwerderpolder
De Tuikwerderpolder is een voormalig waterschap in de provincie Groningen. Het  lag op de plek waar zich nu de wijk Dethmerseiland bevindt.
Het waterschap was gelegen ten westen van het Delfzicht Ziekenhuis in Delfzijl en was geheel omsloten door het Damsterdiep en het Tuikwerderrak, een oude meander van dat diep. De gronden behoorden toe aan de landbouwer en steenfabrikant Pieter Dethmers, de enige ingeland van het poldertje. Het waterschap werd daarom ook wel de Dethmerspolder genoemd. Het waterschap had een spinnenkopmolen aan de zuidkant die uitsloeg op het Damsterdiep. De molen is afgebrand in 1948.
De polder moet niet worden verward met veel grotere Flikkezijlsterpolder, die aanvankelijk ook wel Tuikwerderpolder werd genoemd. 
Waterstaatkundig gezien ligt het gebied sinds 2000 binnen dat van het waterschap Noorderzijlvest.